# Hannele Mikaela Taivassalo
Hannele Mikaela Taivassalo, född 19 april 1974 i Nedervetil, Kronoby, bosatt i Helsingfors, är en finlandssvensk författare. Hon är filosofie magister i litteraturvetenskap.
Hannele Taivassalo har studerat vid Teaterhögskolan i Helsingfors, vid Göteborgs universitet och nordisk litteratur vid Helsingfors universitet.
Taivassalo har varit med om att grunda Skunkteatern. Sedan augusti 2020 har hon varit ordförande för Finlands svenska författareförening.

## Böcker
- Kärlek kärlek hurra hurra, noveller, Söderströms, 2005
- Sagan om prinsessan Bulleribång, bilderbok, Söderströms, 2006 (tillsammans med Lena Frölander-Ulf)
- Fem knivar hade Andrej Krapl, roman, Söderströms, 2007
- Mörkerboken, bilderbok, Söderströms, 2009 (tillsammans med Lena Frölander-Ulf)
- Åh, kom och se här, roman, Söderströms, 2010
- Tråkboken, antologi, Söderströms, 2010
- Övertramp, noveller om sport, antologi, Schildts, 2010
- Extremt platt och otroligt nära, antologi, Söderströms, 2010
- Skjul, antologi, Petrolemum, 2011
- Svulten, roman, Schildts & Söderströms, 2013
- In transit, roman, Förlaget, 2016
- Scandorama, serieroman, Förlaget, 2018
- I slutet borde jag dö, roman, Förlaget, 2020
- Det förflutna återvänder, roman, Förlaget, 2023
- De drömda flickorna, lyrik, Ellips, 2024

## Priser
- 1996 – Arvid Mörne-tävlingen 3:e priset
- 2008 – Runeberg-priset
- 2008 – Svenska litteratursällskapets pris
- 2017 – Längmanska kulturfondens Finlandspris